# Сливица
 Тази статия е за лимфоидния орган.  За селото в Северна Македония вижте Сливица (село).  
Сливиците (на латински: tonsillae) са лимфоидни органи, които са разположени във вътрешната част на устната кухина. Представляват две струпвания на тъкан от двете страни на гърлото, които са вградени в джоб от страната на небцето.
Лимфоидната тъкан, от която са изградени сливиците е съставена от лимфоцити, които са предимно свързани с производството на антитела.
Тяхната функция е свързана със защитата на организма. Те първи посрещат инфекцията, която идва чрез вдишания от външната среда въздух.